# Markha

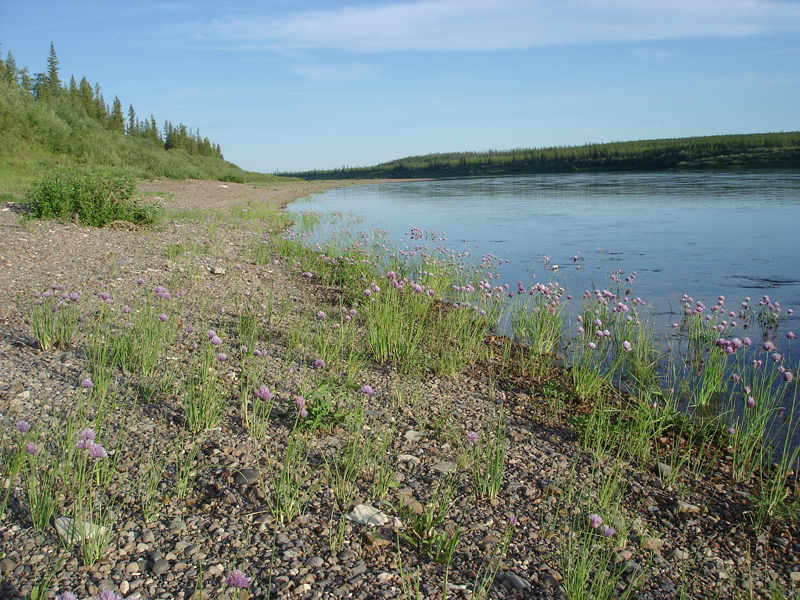

La Markha (en russe : Марха) est une rivière de Russie qui coule en République de Sakha, en Sibérie orientale. C'est un affluent gauche du Viliouï (bassin de la Léna).

## Géographie
La Markha prend sa source sur le plateau du Viliouï qui fait partie du plateau de Sibérie centrale. Son cours est globalement orienté du nord-ouest vers le sud-est.
Il se situe entièrement dans la république du République de Sakha.
La longueur de la Markha est de 1 181 km. Son bassin versant a une superficie de 99 000 km2, surface plus ou moins équivalente à celle du Portugal, ou encore supérieure à trois fois celle de la Belgique.
Son bassin compte pas moins de 12 000 lacs.
Comme pour la plupart des rivières du Sakha, le bassin versant de la Markha repose totalement sur un épais manteau de sol gelé en permanence ou pergélisol.

## Gel - navigabilité
La Markha est prise par les glaces dès la fin mois de septembre ou le début du mois d'octobre. Elle reste gelée jusqu'à la seconde quinzaine de mai ou au début du mois de juin.
En été, elle est navigable sur quelque 400 kilomètres, à partir du confluent de la Morkoka jusqu'à son embouchure dans le Viliouï.

## Affluents principaux
- Rive droite :
  - l'Oldondo (159 km)
  - la Markhara (232 km)
  - la Morkoka (841 km)

- Rive gauche :
  - la Khannia (398 km)
  - le Konontchan (213 km)
  - la Daldyne (138 km)

## Hydrométrie - Les débits mensuels à Malioukaï
La Markha est un cours d'eau très irrégulier. Son débit a été observé pendant 51 ans (entre 1938 et 1994) à Malioukaï, localité située à 159 kilomètres de son confluent avec le Viliouï.
Le débit inter annuel moyen ou module observé à Malioukaï durant cette période était de 405 m3/s pour une surface de drainage de 89 600 km2, soit 90 % de la totalité du bassin versant de la rivière qui en fait plus ou moins 99 000.
La lame d'eau écoulée dans cette partie du bassin versant se monte ainsi à 143 millimètres par an, ce qui peut être considéré comme modéré, mais correspond aux valeurs observées sur les différents cours d'eau de la région.
Rivière alimentée en grande partie par la fonte des neiges, mais aussi par les précipitations de l'été et de l'automne, la Markha est un cours d'eau de régime nivo-pluvial qui présente deux saisons distinctes.
Les hautes eaux se déroulent du printemps jusqu'au début de l'automne, du mois de mai au mois de septembre inclus, avec un sommet très net en juin, ce qui correspond au dégel et à la fonte des neiges. Le bassin bénéficie de précipitations en toutes saisons, lesquelles tombent sous forme de pluie en saison estivale et automnale. Les pluies et la continuation de la fonte des glaces expliquent que le débit de juillet à septembre soit bien soutenu. En octobre, le débit de la rivière s'effondre rapidement, ce qui mène à la période des basses eaux. Celle-ci a lieu de novembre à avril inclus et correspond à l'hiver et aux puissantes gelées qui s'étendent sur toute la région. Durant les mois de décembre à avril, l'écoulement est réduit à peu de chose.
Le débit moyen mensuel observé en mars (minimum d'étiage) est de 0,71 m3/s, tandis que le débit moyen du mois de juin, maximum de l'année, atteint 2 174 m3/s, ce qui témoigne de l'amplitude extrêmement importante des variations saisonnières. Sur la durée d'observation de 51 ans, le débit mensuel minimal a été de 0,00 m3/s à plusieurs reprises pour les mois de janvier à avril (arrêt total de l'écoulement), tandis que le débit mensuel maximal s'est élevé à 3 930 m3/s en juin 1994, soit plus de 2 fois le débit moyen du Rhône en fin de parcours.
En ce qui concerne la période libre de glace (de juin à septembre inclus), le débit mensuel minimal observé a été de 13,3 m3/s en août 1978, ce qui implique des étiages d'été assez sévères certaines années.